# Inter Miami CF
Club International de Fútbol Miami, cunoscut în engleză sub numele de Inter Miami CF sau, mai simplu, Inter Miami, este un club american de fotbal , cu sediul în zona metropolitană din Miami. Echipa evoluează în Major League Soccer (MLS) începând cu sezonul 2020 pe Chase Stadium, arenă inaugurată în 2020 pe locul fostului Lockhart Stadium. Își propune să construiască un teren la Miami Freedom Park, programat pentru inaugurare pentru 2026, în așteptarea deciziilor finale privind finanțarea și locația.

## Lotul actual
La 25 iulie 2025.
| Nr. |                            | Poziție | Jucător                                           |
| --- | -------------------------- | ------- | ------------------------------------------------- |
| 1   | Statele Unite ale Americii | P       | Drake Callender                                   |
| 2   | Argentina                  | F       | Gonzalo Luján                                     |
| 5   | Spania                     | M       | Sergio Busquets (DP)                              |
| 6   | Argentina                  | F       | Tomás Avilés                                      |
| 7   | Haiti                      | A       | Fafà Picault                                      |
| 8   | Venezuela                  | M       | Telasco Segovia                                   |
| 9   | Uruguay                    | A       | Luis Suárez                                       |
| 10  | Argentina                  | A       | Lionel Messi (căpitan DP)                         |
| 11  | Argentina                  | M       | Baltasar Rodríguez (împrumutat de la Racing Club) |
| 15  | Statele Unite ale Americii | F       | Ryan Sailor                                       |
| 17  | Jamaica                    | F       | Ian Fray (HG)                                     |
| 18  | Spania                     | F       | Jordi Alba (DP)                                   |
| 19  | Argentina                  | P       | Óscar Ustari                                      |
| 21  | Argentina                  | M       | Tadeo Allende (împrumutat de la Celta Vigo)       |
| 22  | Brazilia                   | A       | Leo Afonso                                        |

| Nr. |                            | Poziție | Jucător                                          |
| --- | -------------------------- | ------- | ------------------------------------------------ |
| 25  | Statele Unite ale Americii | P       | William Yarbrough                                |
| 26  | Statele Unite ale Americii | F       | Tyler Hall (HG)                                  |
| 29  | Ecuador                    | A       | Allen Obando (împrumutat de la Barcelona SC)     |
| 30  | Statele Unite ale Americii | M       | Benjamin Cremaschi (HG)                          |
| 32  | Grecia                     | F       | Noah Allen (HG)                                  |
| 34  | Argentina                  | P       | Rocco Ríos Novo (împrumutat de la Lanús)         |
| 37  | Uruguay                    | F       | Maximiliano Falcón                               |
| 41  | Honduras                   | M       | David Ruiz (HG)                                  |
| 42  | Italia                     | M       | Yannick Bright                                   |
| 55  | Argentina                  | M       | Federico Redondo                                 |
| 57  | Argentina                  | F       | Marcelo Weigandt (împrumutat de la Boca Juniors) |
| 62  | Republica Dominicană       | F       | Israel Boatwright (HG)                           |
| 81  | Statele Unite ale Americii | M       | Santiago Morales (HG)                            |
|     | Argentina                  | M       | Rodrigo De Paul                                  |